# Boulevard Vincent-Auriol
Pour les articles homonymes, voir Vincent Auriol et Auriol.
Le boulevard Vincent-Auriol est une voie du 13e arrondissement de Paris située dans le quartier de la Gare et celui de la Salpêtrière, qui relie la place d'Italie au pont de Bercy.

## Situation et accès

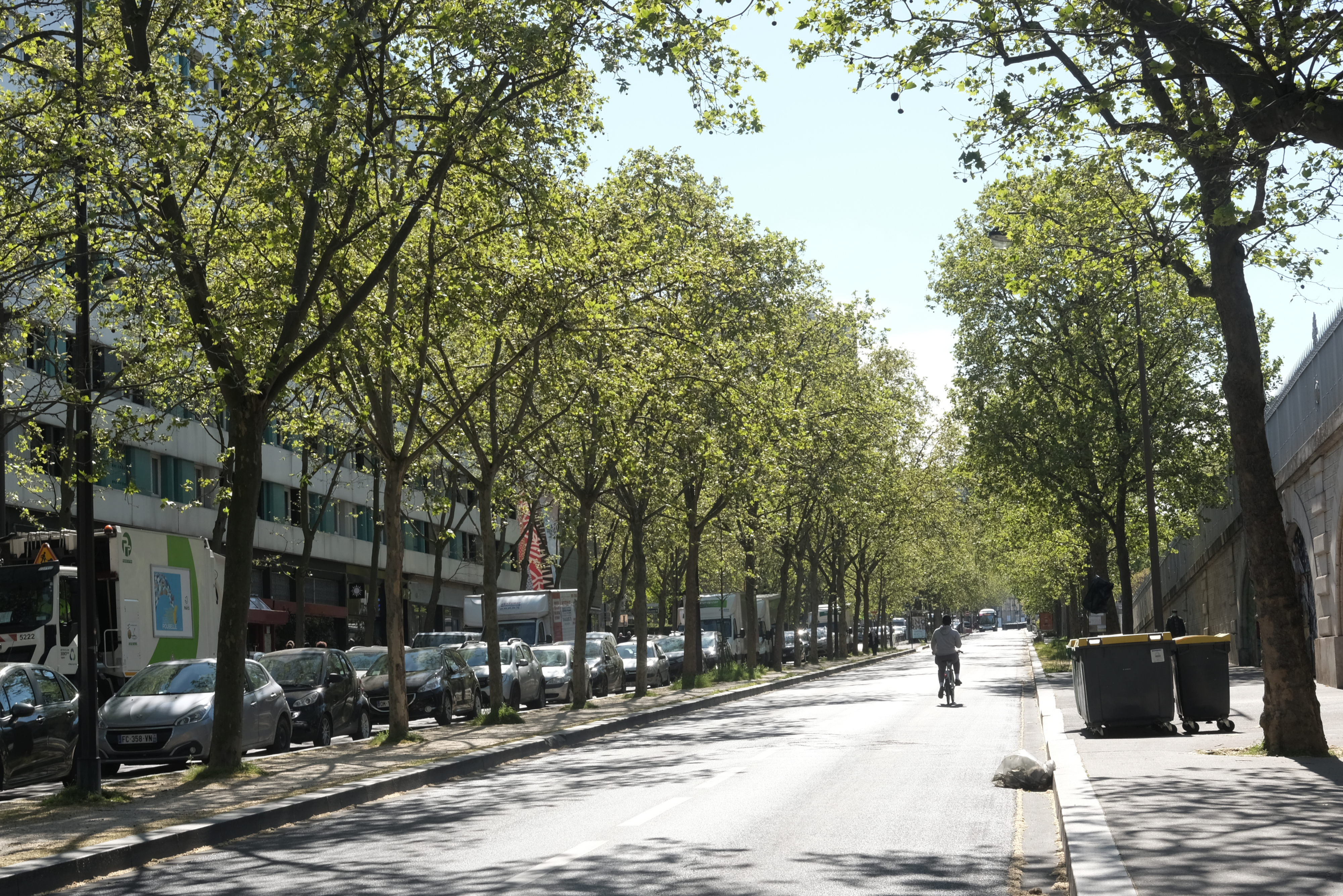
Le boulevard Vincent-Auriol vue depuis la station Nationale en direction de la place d'Italie.

Long de 1 410 mètres, il débute à la jonction des quais d'Austerlitz et de la Gare pour finir place d'Italie. 
Le viaduc de la ligne 6 occupe son terre-plein central, entre le pont de Bercy et la place des Alpes, où la ligne redevient souterraine en desservant la station Place d'Italie des lignes 5, 6 et 7. 
Ce boulevard, en pente, monte globalement de la station Quai de la Gare à la place d'Italie.

## Origine du nom

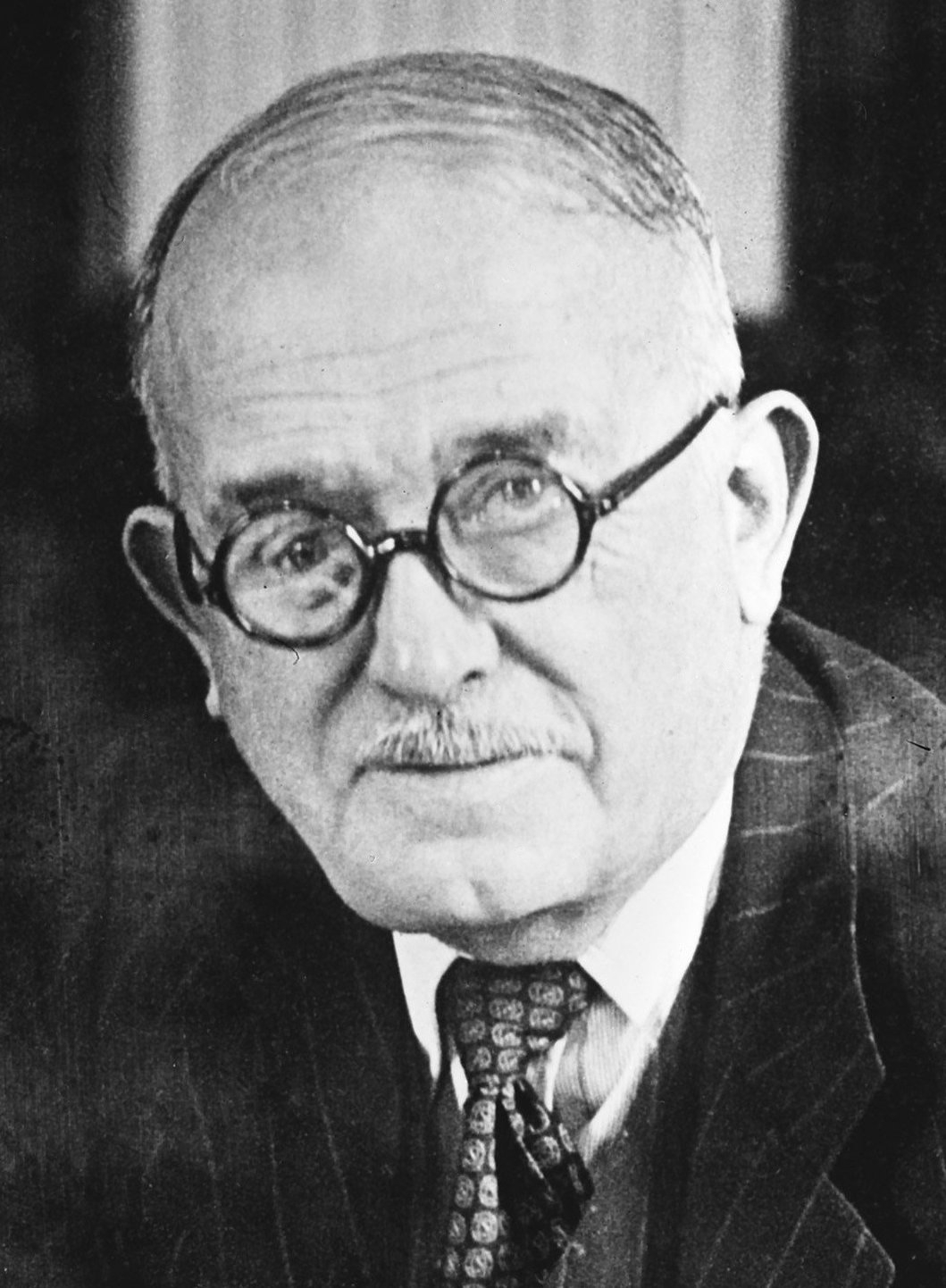
Vincent Auriol en 1946.

Cette voie rend honneur à Vincent Auriol (1884-1966), homme d'État français, président de la IVe République de 1947 à 1954.

## Historique

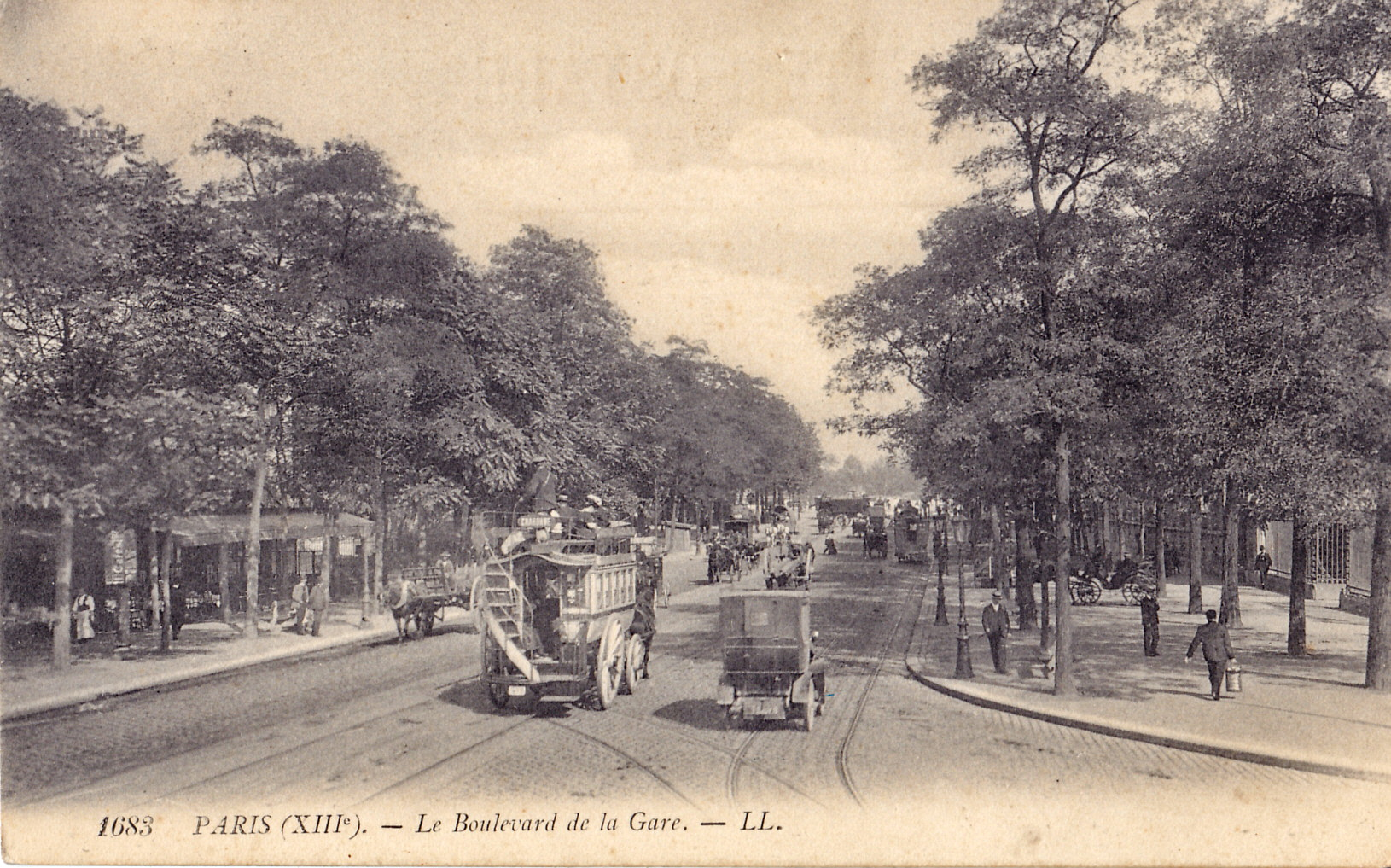
Le boulevard de la Gare dans les années 1900, à l'époque des omnibus de la CGO, lointain ancêtre de la RATP.

Le boulevard résulte du déplacement  vers le sud en 1818 de la partie du mur des Fermiers généraux qui suivait, depuis sa création peu avant 1789, le boulevard de l'Hôpital jusqu'à l'emplacement de la rue Jenner puis entourait le domaine de l'hôpital de la Salpêtrière jusqu'à la Seine. Ce déplacement était destiné à rattacher à Paris le hameau des Deux-Moulins appelé « hameau d'Austerlitz » depuis 1806. 
Ce parcours comprenait, comme pour la majeure partie de l'enceinte, un chemin de ronde intérieur (côté ville) large de 36 pieds (11,69 mètres) et un boulevard extérieur longeant le mur côté campagne de 15 toises (29,23 mètres) nommés « boulevard de la Gare » et « chemin de ronde de la barrière de la Gare », du quai de la Gare au chemin actuellement rue Nationale, « boulevard d'Ivry » et « chemin de ronde de la barrière d'Ivry », de ce chemin à la barrière de Fontainebleau (actuelle place d'Italie). Cette partie de l'enceinte comprenait, outre la barrière de Fontainebleau ou barrière d'Italie existant avant l'extension de 1818, la barrière d'Ivry à l'emplacement de la place Pinel-rue Nationale et la barrière de la Gare sur le quai d'Austerlitz.
Le boulevard a pris sa forme actuelle lors de la suppression de l'enceinte fiscale le 1er janvier 1860, suivie de la démolition du mur, et a pris le nom de « boulevard de la Gare » en 1864 en référence à la gare fluviale qui fut construite a proximité.

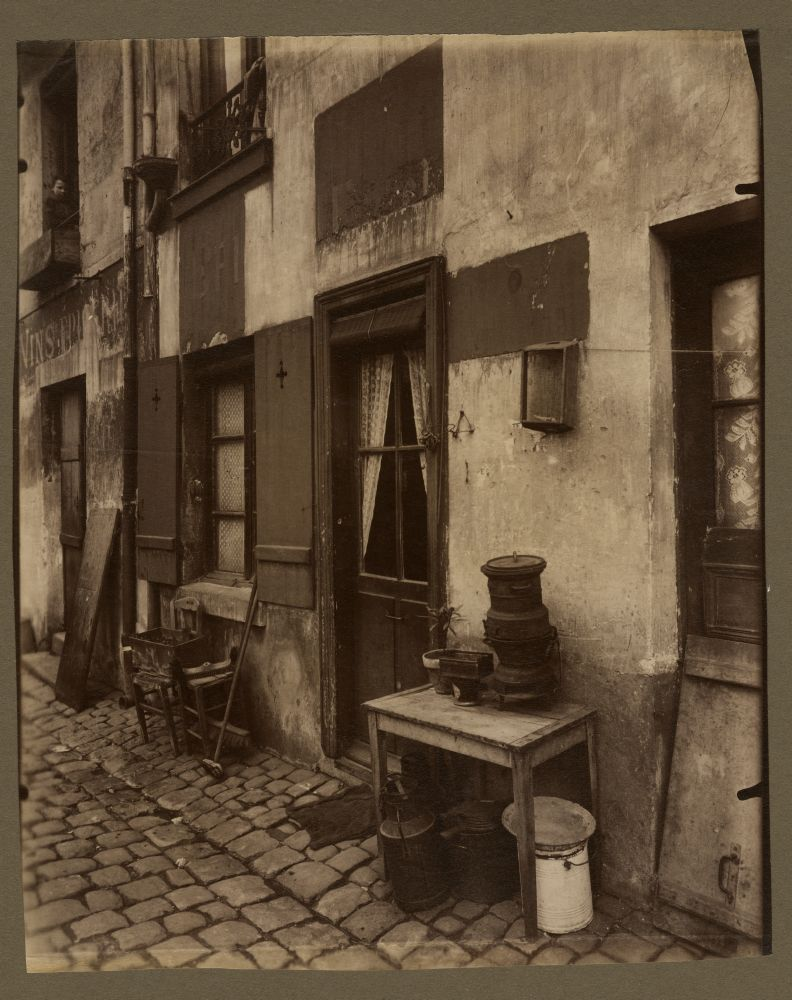
Un coin de la cité Doré, boulevard de la Gare (1913).

La raffinerie Say installée sur le boulevard entre la rue Nationale et la rue du Château-des-Rentiers était vers 1900 la plus importante raffinerie de sucre de canne du monde qui fonctionna de 1832 à 1968. C'était également avant 1914 la plus importante entreprise de l'arrondissement. Un panneau Histoire de Paris rappelle son histoire.
Le 6 juin 1918, durant la Première Guerre mondiale, les nos 127 et 133 « boulevard de la Gare », sont touchés lors d'un raid effectué par des avions allemands.
Les maisons basses très dégradées et les commerces de proximité qui bordaient le boulevard ont été remplacés par de grands immeubles de logement dans les rénovations des années 1960 et 1970.
C'est par l'arrêté du 1er mars 1976 que le boulevard de la Gare a pris le nom de « boulevard Vincent-Auriol ».
Dans la nuit du 25 août 2005, un incendie dans un immeuble situé au no 20 fait 17 morts. Un lieu de mémoire se trouve dans le jardin James-Joyce voisin, et une plaque commémorative a été apposée sur la façade de l'immeuble. Plusieurs rappeurs français ont évoqué ce drame dans leurs chansons, comme Médine, Youssoupha, Seth Gueko et Sexion d'assaut.

## Bâtiments remarquables et lieux de mémoire
- Au niveau du quai de la Gare : emplacement de la gare d'eau d'Ivry.
- Nos 41 : centre interministériel de services informatiques relatifs aux ressources humaines.
- Nos 55 : le boulevard donne accès, via la rue Eugène-Freyssinet, à la Station F située au no 5, parvis Alan-Turing.
- Nos 72-74 : emplacement des studios d’enregistrement Polydor[7].
- Nos 82-126 : emplacement de la Cité Doré.
- Nos 132-134 : centre culturel d'espéranto, siège de l’association SAT-Amikaro.
- No 147 : le square de la Raffinerie-Say.
- No 172 : l'église luthérienne de la Trinité, inaugurée en 1888 et membre de l'Église protestante unie de France.
- Groupe hospitalier de la Pitié-Salpêtrière - Charles Foix
- Le boulevard donne également accès à l'avenue de France, via la promenade Georgette-Elgey au sud, et au nord, via l'avenue Pierre-Mendès-France, au quartier des Grandes Photographes : la rue Gisèle-Freund, la rue Berenice-Abbott, la rue Vivian-Maier et la rue Dorothea-Lange.

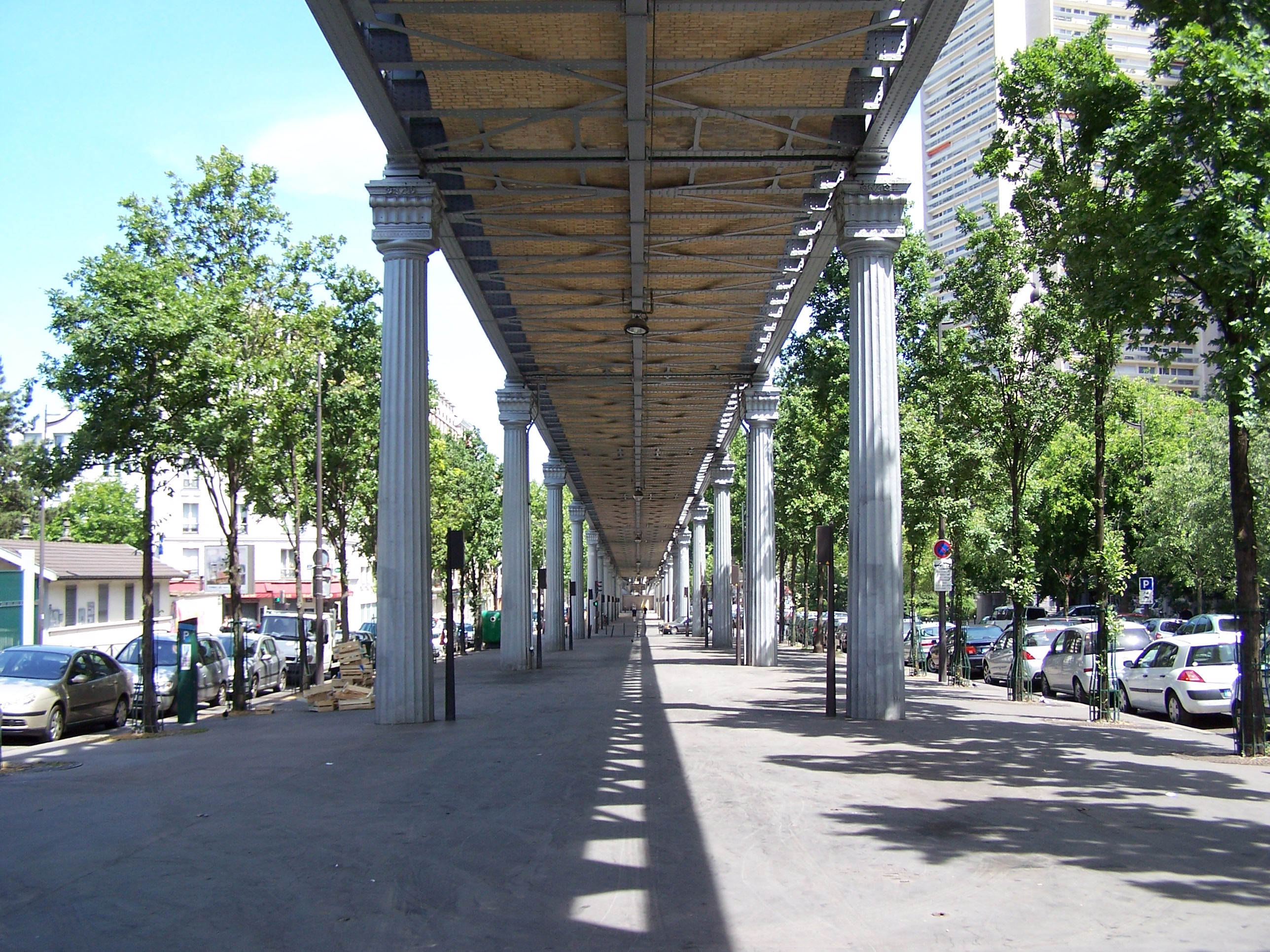
Vue sous le viaduc de la ligne 6 entre les stations Nationale et Chevaleret.
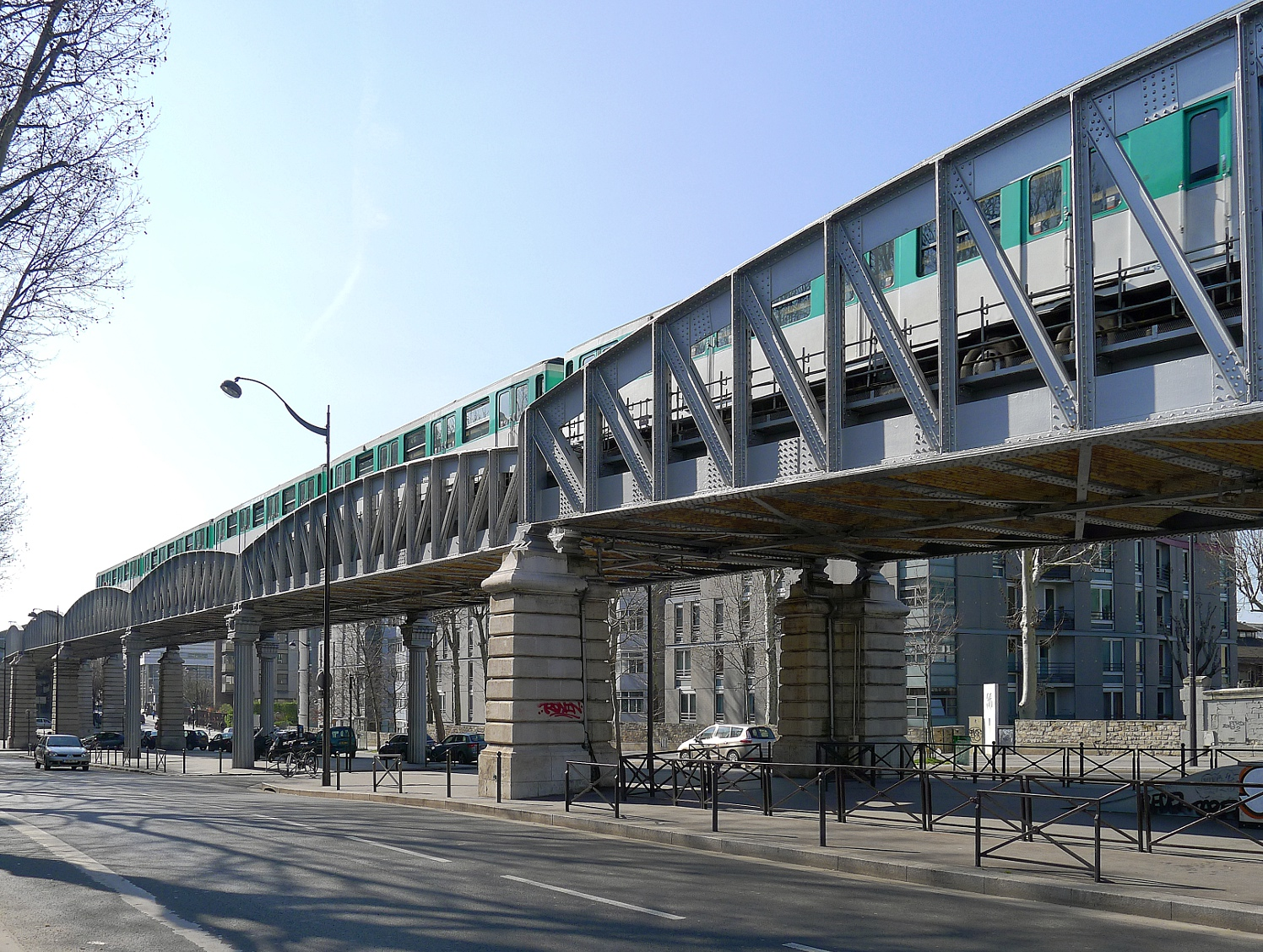
La ligne de métro 6 surplombe le boulevard de la station Quai de la Gare à celle de Place d'Italie.
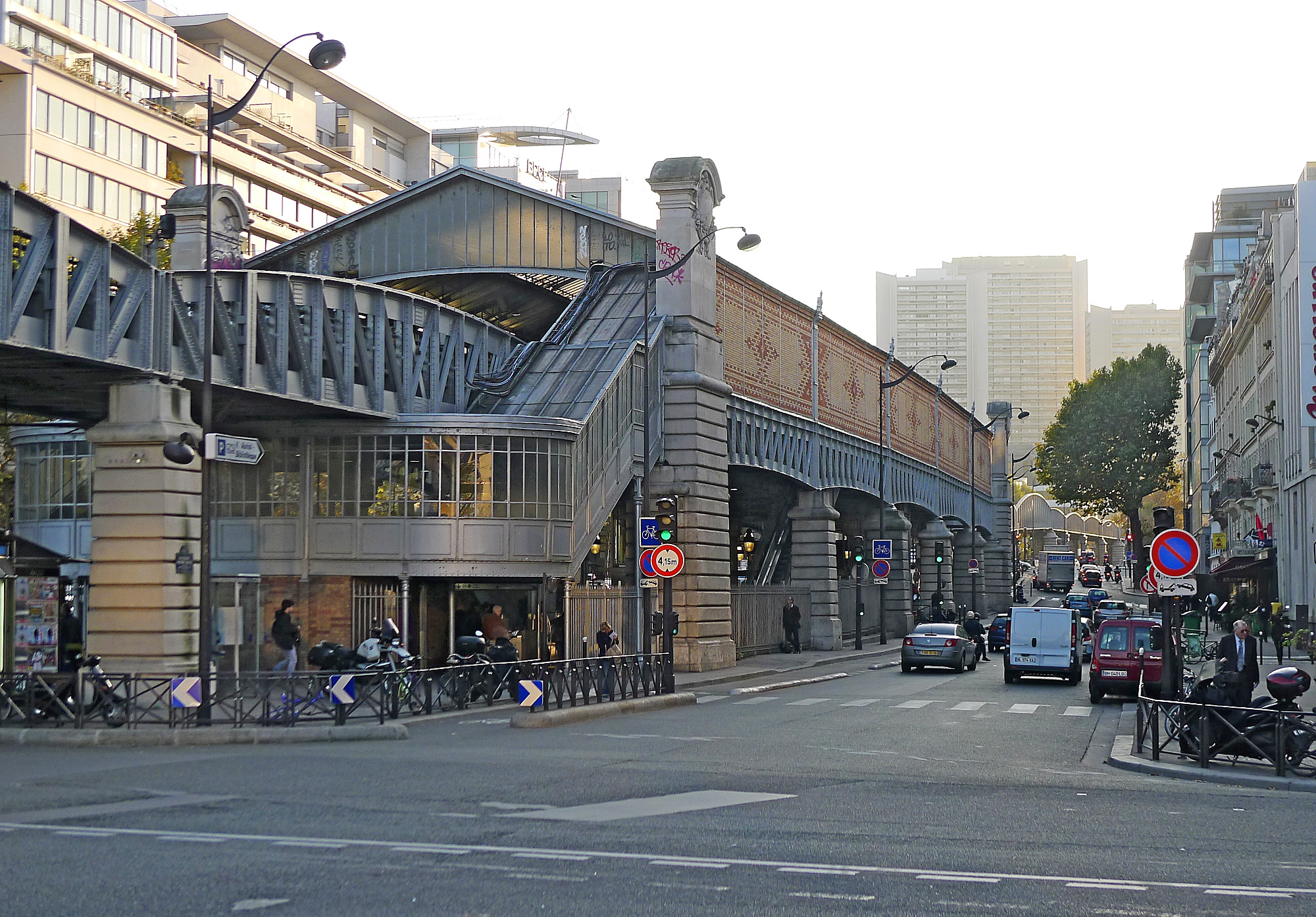
Le boulevard au niveau de la station Quai de la Gare.
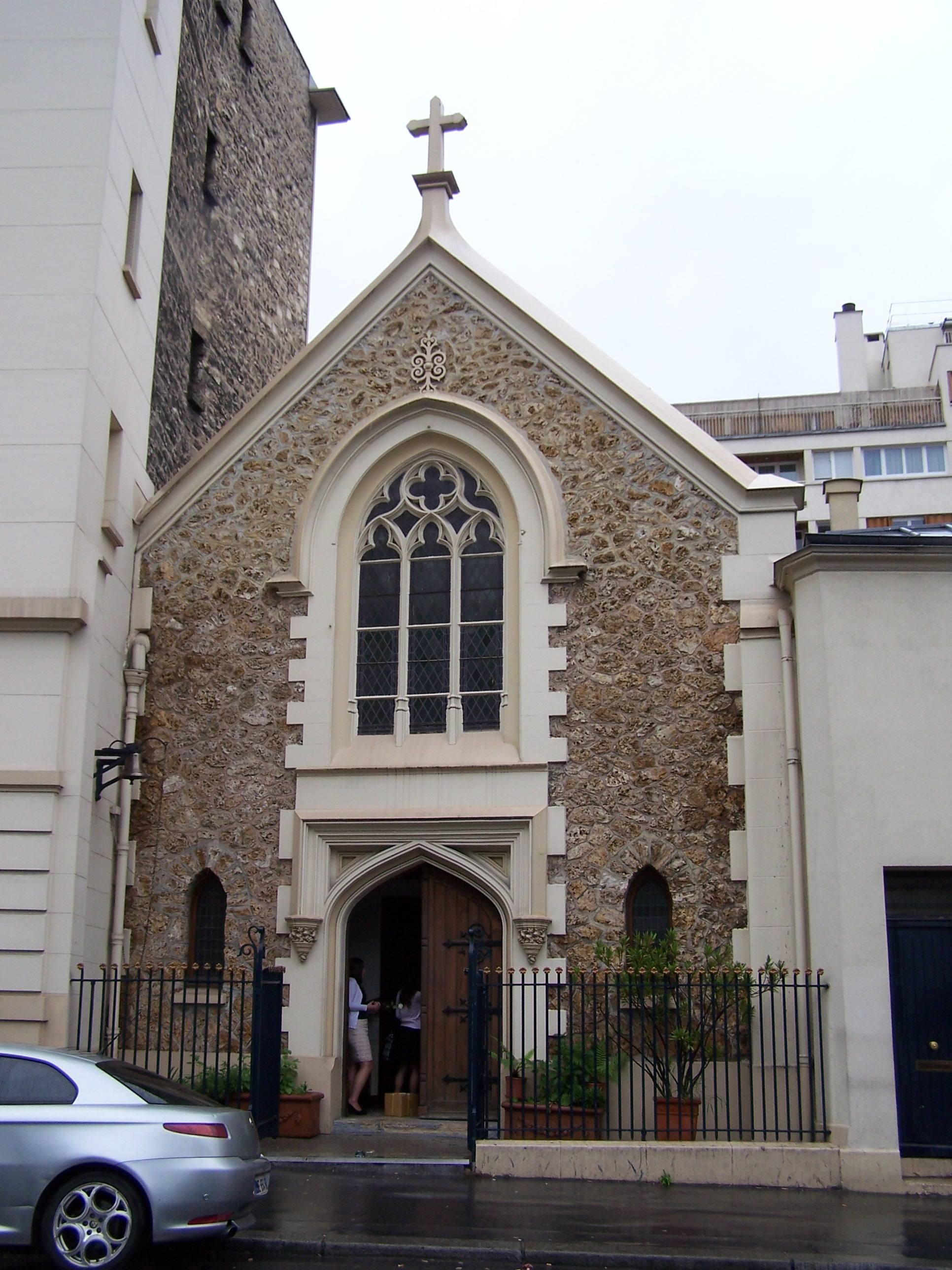
Au no 172 : église luthérienne de la Trinité
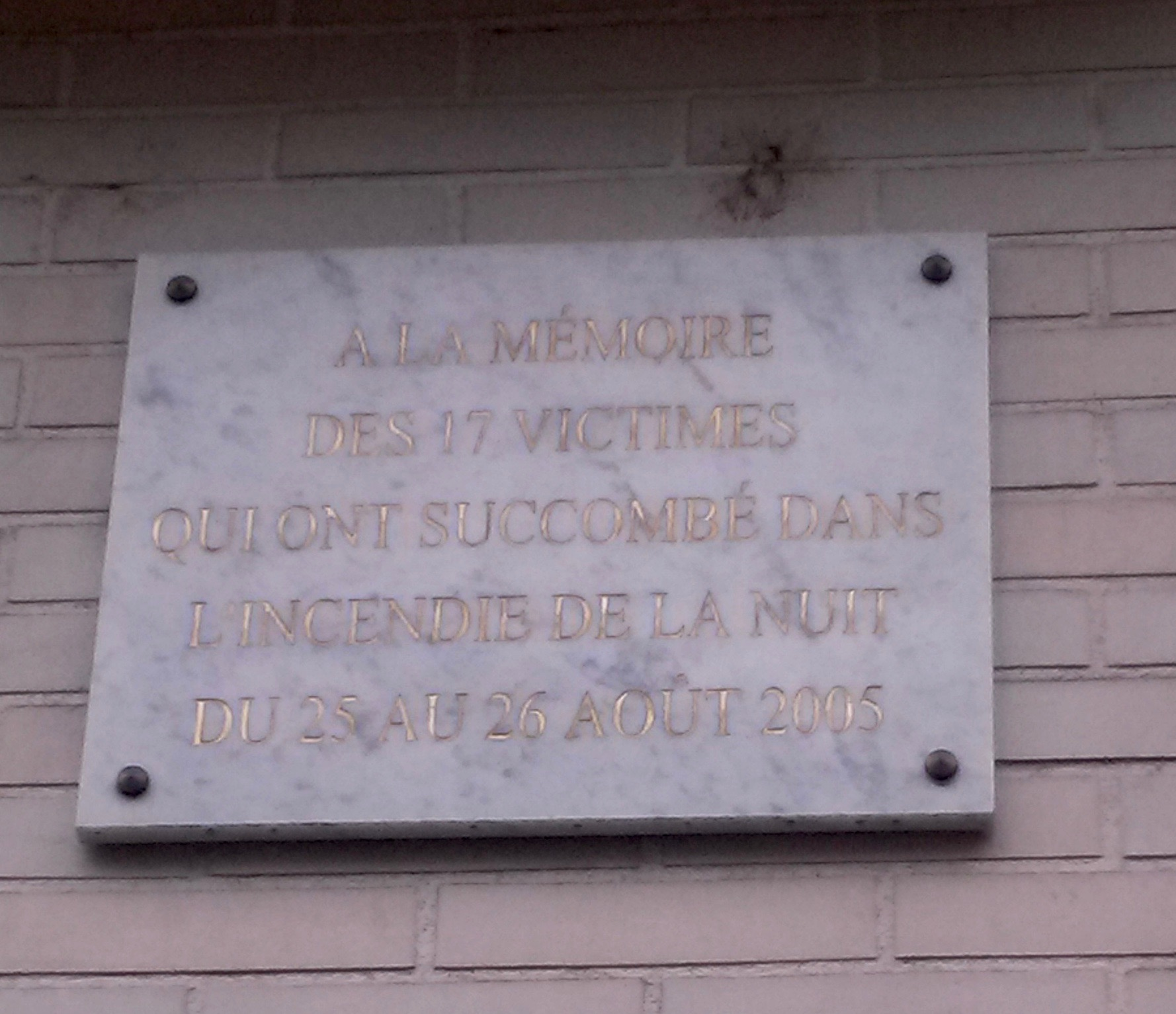
Plaque au no 20, en hommage aux victimes de l'incendie de 2005.
Immeuble au 20, boulevard Vincent-Auriol, vu du côté rue Edmond-Flamand.

Ce boulevard possède également une collection importante d'art urbain, principalement des oeuvres de grande taille.
